# Wolfers (chasse)
Pour les articles homonymes, voir Wolfers.
Wolfers est un terme utilisé pour désigner les chasseurs de loups amateurs et professionnels en Amérique du Nord au XIXe siècle et début du XXe siècle.